# نانو (بورومو)

نانو شهری در شهرستان بورومو در استان باله در بورکینافاسوی جنوبی است و جمعیت آن ۲۳۷۶ نفر است.